# Ruhrmarathon

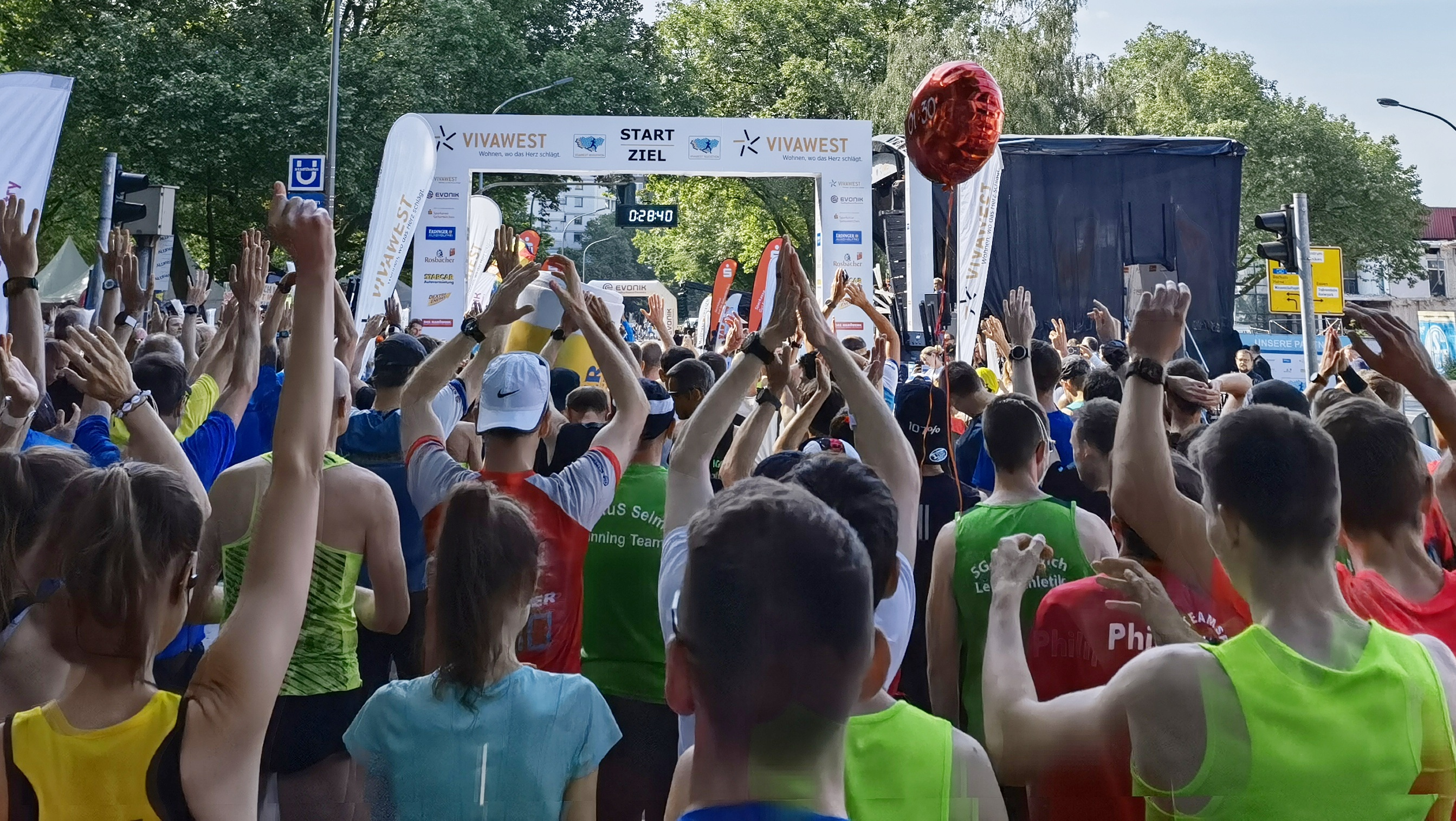
VIVAWEST-Marathon 2022 kurz vor dem Start des Halbmarathons

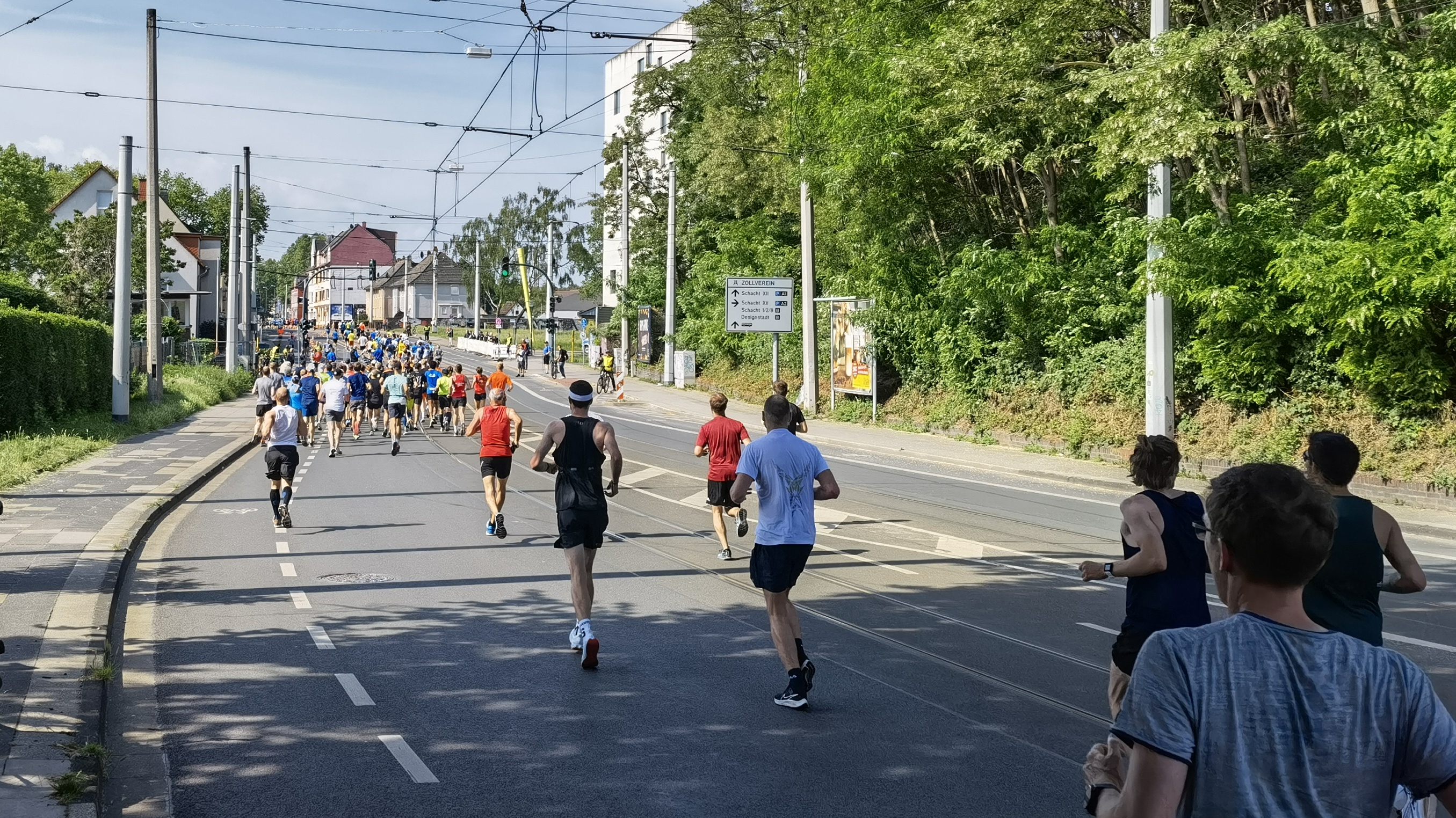
Läufer des VIVAWEST-Marathons 2022 während des Halbmarathons

2007: Die Topläuferinnen aus Kenia starteten 20 Minuten vor dem Hauptfeld.

Der Ruhrmarathon (offizieller Name zunächst nach dem Sponsor Karstadt Karstadt RuhrMarathon, seit 2007 Karstadt-Marathon, ab 2013 Vivawest-Marathon) ist ein Marathon, der seit 2003 im mittleren und östlichen Ruhrgebiet auf einer Punkt-zu-Punkt-Strecke stattfindet und ab 2009 von der MMP Veranstaltungs- und Vermarktungs GmbH organisiert wird.
2005 wurde der Ruhrmarathon erstmals als Twinmarathon durchgeführt. Gleichzeitig wird an zwei verschiedenen Orten jeweils ein Marathon gestartet. Beide Läufe werden zusammengeführt und enden in einem gemeinsamen Ziel. Die Wertung und Zeitmessung der Marathons wird getrennt durchgeführt.
Folgende Disziplinen wurden 2009 angeboten: jeweils ein Marathon von Dortmund und von Oberhausen nach Essen, ein Marathon für Inlineskater und Handbiker auf der zweiten Strecke, auf beiden Strecken ein Staffelmarathon für Fünfer-Teams bzw. Sechser-teams bei Schülermannschaften, und ein Halbmarathon von Gelsenkirchen nach Essen.
Infolge des Insolvenzverfahrens der Arcandor AG war der Sponsorenvertrag mit Karstadt gekündigt worden, so dass in den Jahren 2010 bis 2012 kein Ruhrmarathon stattfand. Bereits 2006 war der Lauf wegen Mangel an Sponsoren abgesagt worden.
Seit 2013 findet der Marathon als VivaWest-Marathon mit einem neuen Sponsor wieder statt.

## Geschichte
Der erste Ruhrmarathon startete 2003 in Bochum-Wattenscheid über die Bochumer Innenstadt, entlang an der Zeche Zollern, welche Ziel des Halbmarathons war, zur Dortmunder Innenstadt, wo das neue Karstadt-Sport-Haus im Hansa-Carré das Ziel war. Im Jahr darauf verlief der Ruhrmarathon von der Provinzialstraße in Dortmund-Lütgendortmund aus über Bochum, Herne (Ziel des Halbmarathons) und Gelsenkirchen nach Essen. Die Strecke führte durch das Bochumer Opel-Werk.
Der dritte Ruhrmarathon war ein Twinmarathon (bzw. Zwillingslauf oder Y-Lauf). Die West-Strecke startete in Oberhausen und führte über Bottrop, Gladbeck und Gelsenkirchen-Buer (Ziel des Halbmarathons) nach Gelsenkirchen zum Come-Together-Point, die Ost-Strecke startete in Dortmund-Lütgendortmund und führte wie im Vorjahr über Bochum und Herne (Ziel des Halbmarathons) nach Gelsenkirchen zum Come-Together-Point. Von diesem Punkt aus führte die Strecke gemeinsam zum Ziel in Essen. Eine weitere Neuerung in diesem Jahr war der Start der Eliteläuferinnen in Dortmund, die eine Vorgabe von 20 Minuten vor der in Oberhausen startenden männlichen Elite bekamen und mit ihnen um eine Zusatzprämie für den ersten im Ziel eintreffenden Läufer konkurrierten.
2006 wurde die Veranstaltung abgesagt, weil mehrere Sponsoren abgesprungen waren.
Der vierte Ruhrmarathon fand 2007 wieder als Y-Lauf mit zwei Startpunkten statt. Die Strecke verlief, wie auch schon 2005, von den zwei Startpunkten in Dortmund (Strecke Ost) und Oberhausen (Strecke West) nach Essen. Die West-Strecke begann in Oberhausen und führte durch Bottrop, Gladbeck nach Gelsenkirchen, wo sie mit der Ost-Strecke zusammenkam. Die Ost-Strecke begann in Dortmund und führte über Bochum und Herne nach Gelsenkirchen. An dem Come-together-Point am Musiktheater im Revier in Gelsenkirchen ging es weiter nach Essen, wo auch diesmal wieder das Ziel vor der Grugahalle war. In Gelsenkirchen-Buer sowie in Herne-Mitte waren die Zielpunkte für die jeweiligen Halbmarathonverläufe. 2007 und 2008 wurde auch ein 10-km-Lauf von Gelsenkirchen nach Essen angeboten.
Beim sechsten Ruhrmarathon 2009 wurde die Streckenführung derart modifiziert, dass alle Läufer durch die Zeche Zollverein liefen. Die männliche und weibliche Laufelite lief wieder gemeinsam auf der Dortmunder Strecke. Es fand nur noch ein Halbmarathon mit Start in Gelsenkirchen statt. Das Ziel aller Läufe befand sich auf dem Limbecker Platz in Essen.

2007: Kurz vor dem Start in Dortmund
2007: Start des Hauptfeldes in Dortmund
2007: Besenwagen in Dortmund
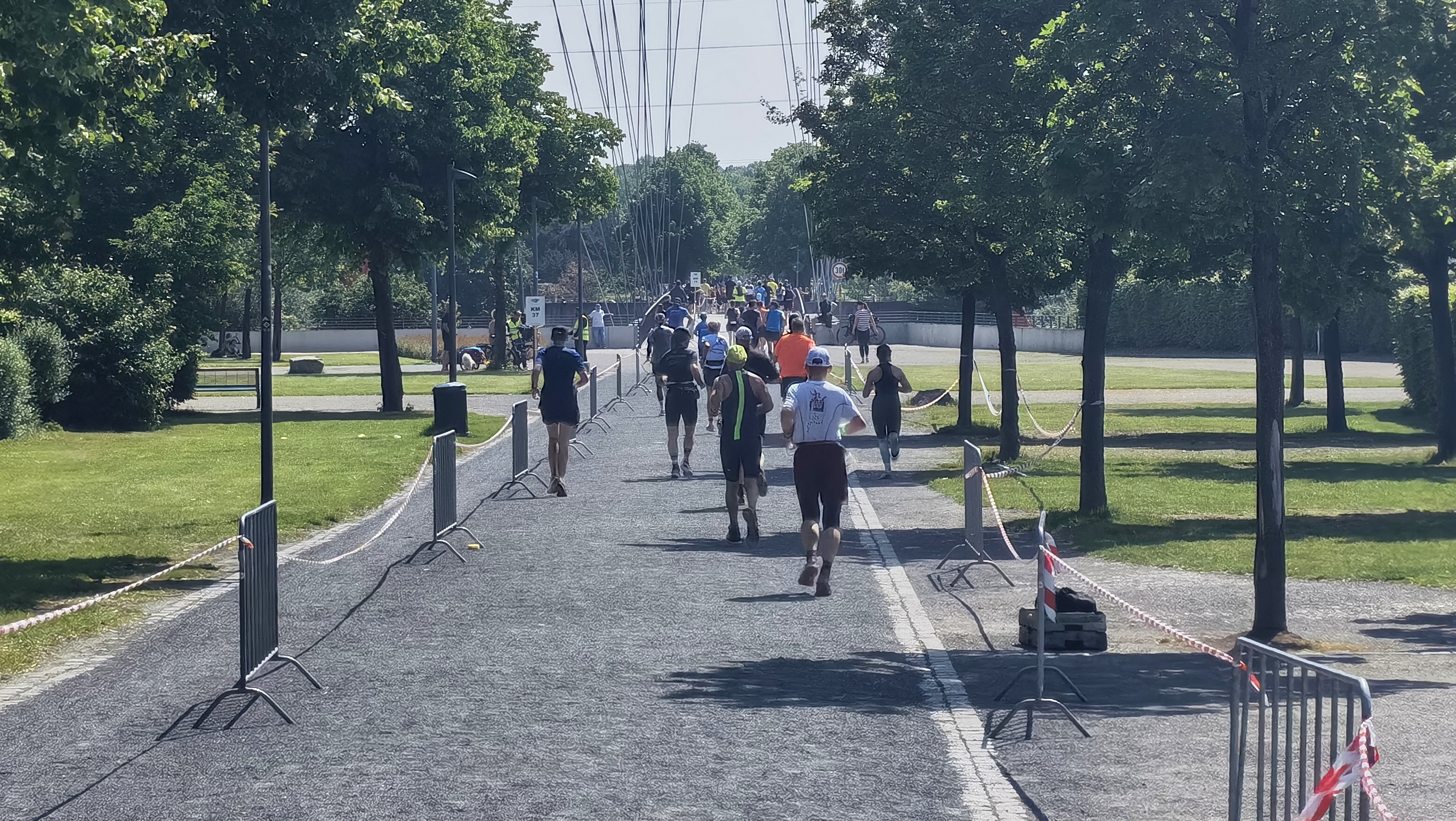
Läufer des Halbmarathons beim VIVAWEST-Marathon 2022 verlassen den Nordsternpark

## Statistik
Von 2005 bis 2009 gab es zwei Strecken, die im späteren Verlauf zusammengeführt wurden, sodass alle Läufer am selben Ort ins Ziel liefen. Die Strecken wurden dabei in einen Haupt- und einen Nebenlauf unterteilt. Die Sieger der Nebenläufe sind in den Fußnoten erwähnt.

### Streckenrekorde
Marathon
- Männer: 2:09:23 h, Samson Kiptoo Bungei (KEN), 2009
- Frauen: 2:30:05 h, Mary Ptikany (KEN), 2007

Halbmarathon
- Männer: 1:04:36 h, Mike Rotich (KEN), 2007
- Frauen: 1:16:30  h, Anke Esser (GER), 2019

### Siegerliste Marathon

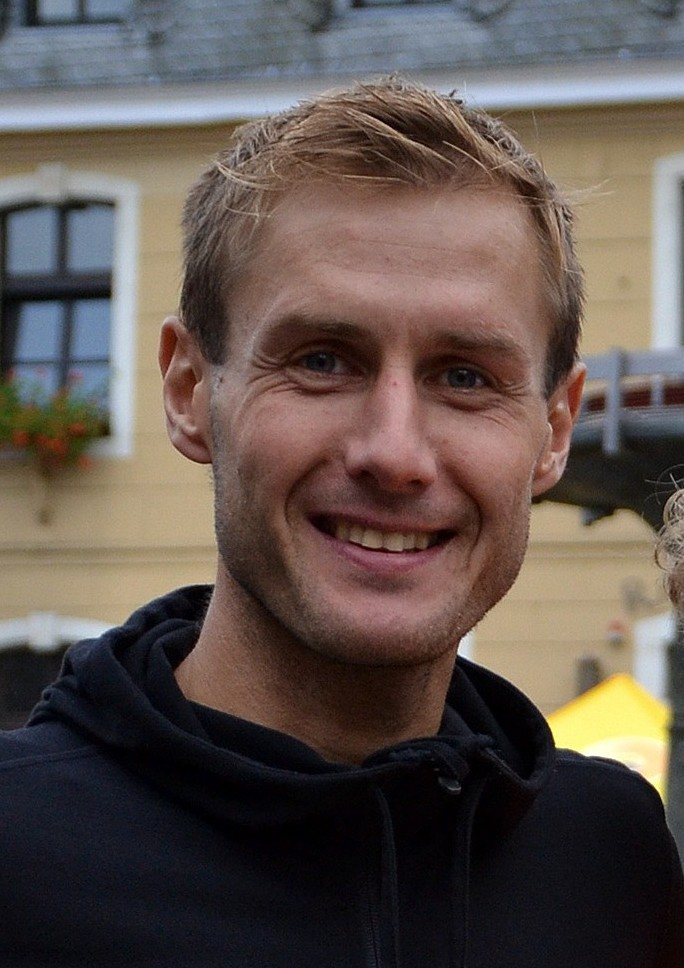
Maciek Miereczko gewann 2014 den Marathon bei den Männern.

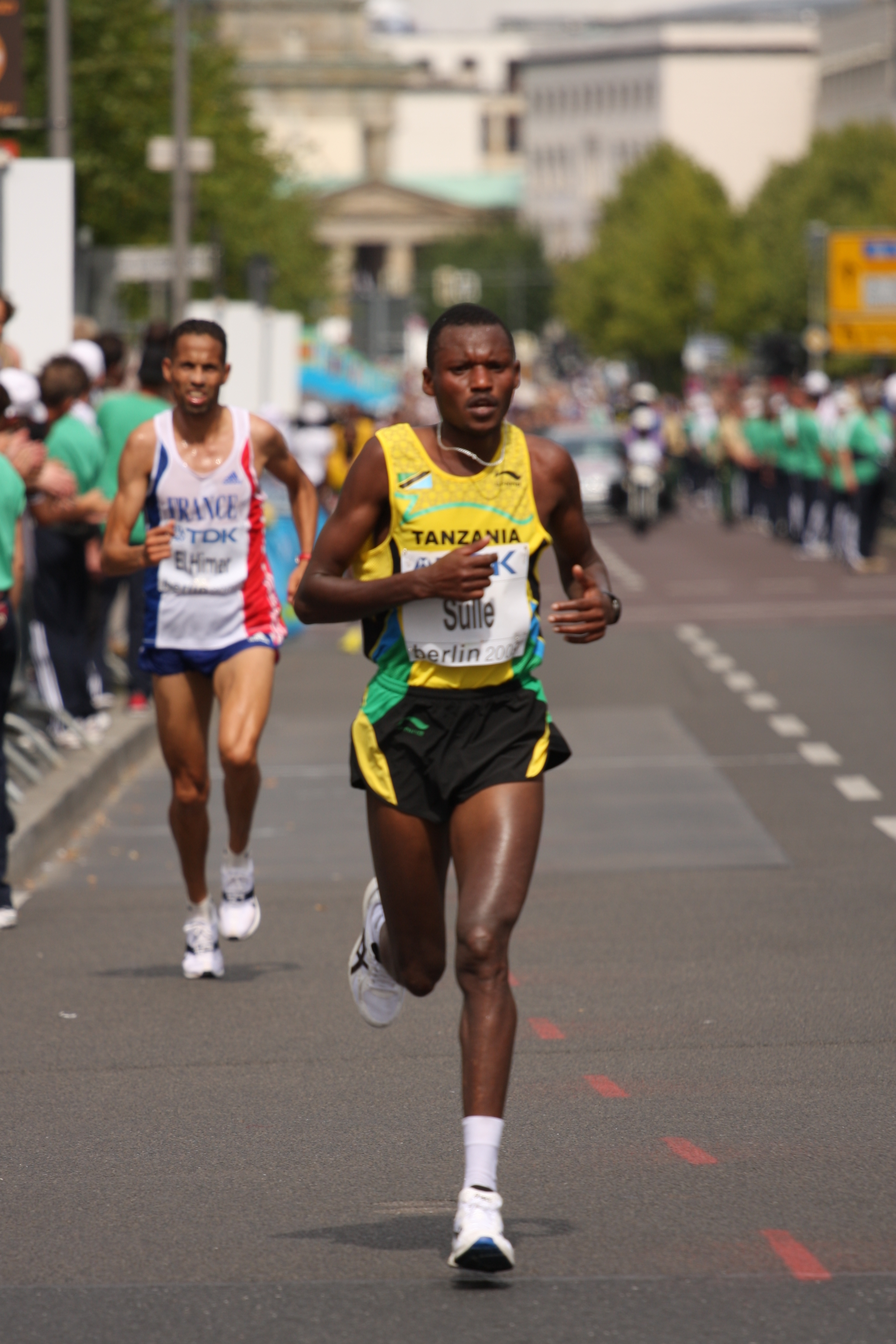
Phaustin Baha Sulle der Sieger des Marathons aus dem Jahr 2004.

| Datum                                                          | Männer                   | Nation      | Zeit    | Frauen                     | Nation       | Zeit    |
| -------------------------------------------------------------- | ------------------------ | ----------- | ------- | -------------------------- | ------------ | ------- |
| 22. Mai 2022                                                   | Elias Sansar -4-         | Deutschland | 2:31:11 | Angela Moesch              | Deutschland  | 3:02:55 |
| Veranstaltung fand aufgrund der COVID-19-Pandemie nicht statt. |                          |             |         |                            |              |         |
| 19. Mai 2019                                                   | Elias Sansar -3-         | Deutschland | 2:25:52 | Annika Vössing             | Deutschland  | 2:57:34 |
| 27. Mai 2018                                                   | Elias Sansar -2-         | Deutschland | 2:26:16 | Dioni Gorla                | Griechenland | 3:00:36 |
| 21. Mai 2017                                                   | Abid Ezamzami            | Deutschland | 2:26:15 | Sigrid Bühler              | Deutschland  | 2:57:16 |
| 22. Mai 2016                                                   | Elias Sansar             | Deutschland | 2:29:00 | Sintayehu Kibebo           | Äthiopien    | 2:46:57 |
| 17. Mai 2015                                                   | Matthias Graute          | Deutschland | 2:29:50 | Eva Offermann              | Deutschland  | 2:56:47 |
| 18. Mai 2014                                                   | Maciek Miereczko         | Polen       | 2:29:08 | Felicitas Vielhaber        | Deutschland  | 2:59:06 |
| 12. Mai 2013                                                   | Florian Neuschwander     | Deutschland | 2:25:57 | Karen aus der Fünften      | Deutschland  | 3:04:53 |
| Veranstaltung pausierte                                        |                          |             |         |                            |              |         |
| 17. Mai 2009                                                   | Samson Kiptoo Bungei (1) | Kenia       | 2:09:23 | Rose Jepkemboi Chesire (1) | Kenia        | 2:36:52 |
| 18. Mai 2008                                                   | Henry Kosgei Cherono (2) | Kenia       | 2:11:08 | Mary Ptikany -3- (2)       | Kenia        | 2:36:09 |
| 13. Mai 2007                                                   | Josphat Keiyo (3)        | Kenia       | 2:13:28 | Mary Ptikany -2- (3)       | Kenia        | 2:30:05 |
| 17. Apr. 2005                                                  | Moses Masai (4)          | Kenia       | 2:10:13 | Mary Ptikany (4)           | Kenia        | 2:30:22 |
| 25. Apr. 2004                                                  | Phaustin Baha Sulle      | Tansania    | 2:10:08 | Lidija Wassilewskaja       | Russland     | 2:30:07 |
| 11. Mai 2003                                                   | John Kipngeno Rotich     | Kenia       | 2:15:55 | Dorota Gruca               | Polen        | 2:34:23 |

### Siegerliste Halbmarathon

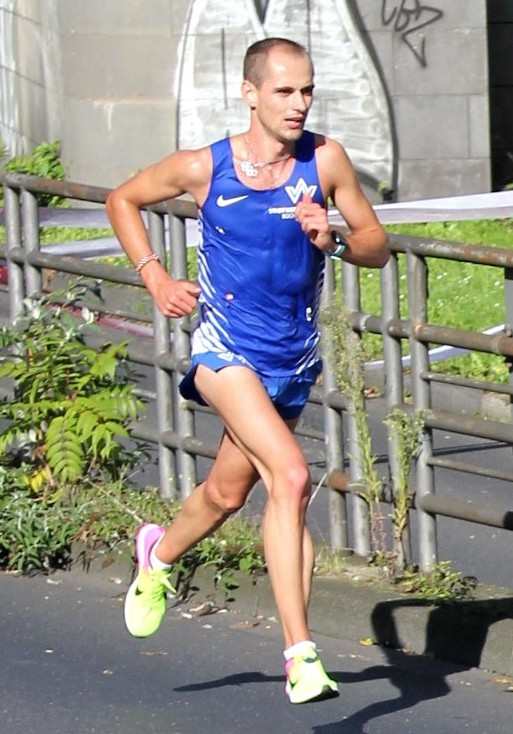
Hendrik Pfeiffer gewann 2018 den Halbmarathon bei den Männern.

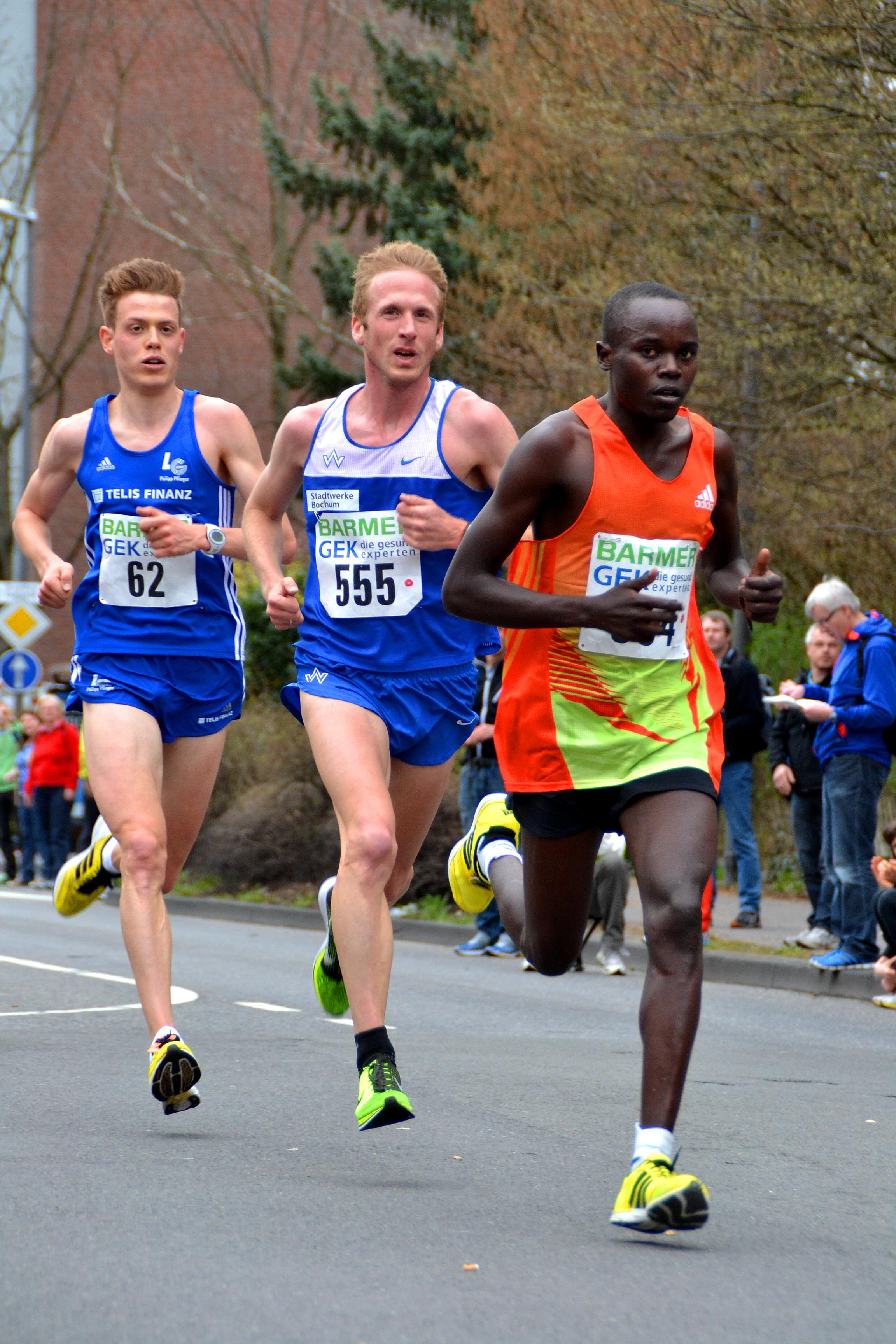
Jan Fitschen gewann 2004 und 2005 den Halbmarathon zweimal hintereinander.

| Datum                                                          | Männer               | Nation      | Zeit    | Frauen                      | Nation      | Zeit    |
| -------------------------------------------------------------- | -------------------- | ----------- | ------- | --------------------------- | ----------- | ------- |
| 22. Mai 2022                                                   | Leonard Gol          | Deutschland | 1:16:37 | Annika Börner               | Deutschland | 1:23:55 |
| Veranstaltung fand aufgrund der COVID-19-Pandemie nicht statt. |                      |             |         |                             |             |         |
| 19. Mai 2019                                                   | Jones Asarg          | Deutschland | 1:18:23 | Anke Esser                  | Deutschland | 1:16:30 |
| 27. Mai 2018                                                   | Hendrik Pfeiffer     | Deutschland | 1:12:47 | Felicitas Vielhaber -5-     | Deutschland | 1:27:30 |
| 21. Mai 2017                                                   | Christian Schreiner  | Deutschland | 1:08:36 | Lisa Heimann                | Deutschland | 1:21:15 |
| 22. Mai 2016                                                   | Karol Grunenberg     | Deutschland | 1:12:08 | Angela Moesch               | Deutschland | 1:26:53 |
| 17. Mai 2015                                                   | Eyob Solomun         | Eritrea     | 1:09:49 | Mealat Bemane               | Eritrea     | 1:21:34 |
| 18. Mai 2014                                                   | Yohannes Hailu Atey  | Deutschland | 1:07:14 | Stephanie Rötger            | Deutschland | 1:21:39 |
| 12. Mai 2013                                                   | Tolger Arnold        | Deutschland | 1:16:19 | Felicitas Vielhaber -4-     | Deutschland | 1:22:48 |
| Veranstaltung pausierte                                        |                      |             |         |                             |             |         |
| 17. Mai 2009                                                   | Stefan Losch (1)     | Deutschland | 1:14:14 | Felicitas Vielhaber -3- (1) | Deutschland | 1:22:23 |
| 18. Mai 2008                                                   | Ansgar Varnhagen (2) | Deutschland | 1:09:27 | Felicitas Vielhaber -2- (2) | Deutschland | 1:20:33 |
| 13. Mai 2007                                                   | Mike Rotich (3)      | Kenia       | 1:04:36 | Felicitas Vielhaber (3)     | Deutschland | 1:20:46 |
| 17. Apr. 2005                                                  | Jan Fitschen -2- (4) | Deutschland | 1:05:20 | Barbara Thiel -2- (4)       | Deutschland | 1:27:01 |
| 25. Apr. 2004                                                  | Jan Fitschen         | Deutschland | 1:06:50 | Barbara Thiel               | Deutschland | 1:26:18 |
| 11. Mai 2003                                                   | Koen Neven           | Belgien     | 1:09:11 | Anne Seroka                 | Deutschland | 1:28:10 |

### Entwicklung der Finisherzahlen
Ab 2005 Finisher der Ost-Strecke in der ersten Zeile, Finisher der West-Strecke in der zweiten Zeile
| Jahr                    | Marathon  | davon Frauen | Halbmarathon | davon Frauen | 10 km | davon Frauen |
| ----------------------- | --------- | ------------ | ------------ | ------------ | ----- | ------------ |
| 2016                    | 0707      | 0138         | 2587         | 850          | 890   | 409          |
| 2015                    | 0702      | 0128         | 2668         | 880          | 743   | 357          |
| 2014                    | 0803      | 0169         | 2880         | 930          | 583   | 262          |
| 2013                    | 1203      | 0224         | 2767         | 959          |       |              |
| Veranstaltung pausierte |           |              |              |              |       |              |
| 2009                    | 1561 0677 | 0259 089     | 5380         | 1696         | ---   | ---          |
| 2008                    | 1767 0775 | 0312 0109    | 5253 1987    | 1690 0525    | 609   | 230          |
| 2007                    | 2992 1245 | 0539 0182    | 6027 2195    | 2082 0590    | 491   | 198          |
| 2005                    | 5106 3438 | 0911 0604    | 9683 0313    | 3304 065     | ---   | ---          |
| 2004                    | 6720      | 1072         | 7238         | 2390         | ---   | ---          |
| 2003                    | 7088      | 1125         | 4024         | 1455         | ---   | ---          |